# ラナトゥンゲ・カルナナンダ
ラナトゥンゲ・コララゲ・ジャヤセカラ・カルナナンダ（Ranatunge Koralage Jayasekara Karunananda、1936年5月21日 - 1974年12月15日）は、セイロン（現スリランカ）の元陸上競技選手である。彼はセイロン代表として1964年東京オリンピックに出場し、男子10000メートル走で3周遅れになりながらも完走を果たして有名になった人物である。

## 経歴
当時28歳だったカルナナンダは、セイロンから唯一の陸上競技代表選手として東京オリンピックに参加した。
長距離走が専門だった彼は、5000メートル走と10000メートル走の2種目に出場した。10月16日に実施された5000メートル走予選では、3組で16分22秒2を記録し、13人中12位となって決勝進出を逃した。
5000メートル走に先立って10月14日に実施された10000メートル走では、カルナナンダは5000メートル通過時の記録が16分43秒0で、先頭で走っていたアメリカ代表のビリー・ミルズから既に2分半以上遅れていた。他の28選手が全てゴールし終わった後も、脇腹を押さえながら走り、国立霞ヶ丘競技場陸上競技場のトラックを3周してゴールした。最初は笑い混じりでその姿を観ていたスタンドの人々の様子は、次第に驚きと感動に変わり、やがて優勝者のミルズ以上の大きな拍手が健闘を讃えて送られた。このレースでの彼の記録は34分21秒2で、28位に入った日本代表の渡辺和己よりも3分以上遅い記録だった。
周回遅れになっても棄権せずレースを完走したカルナナンダの逸話は、1908年ロンドンオリンピックの際にとある教会のミサで述べられたペンシルベニア大司教エセルバート・タルボット（アメリカ代表選手団スタッフだった）の言葉「オリンピックで重要なことは、勝利することより、むしろ参加することであろう」を体現したものであり、1970年代の小学4年生用国語教科書（光村図書出版）で『ゼッケン67』という題名で採用されるなどして、人々の記憶に長く残った。
カルナナンダは東京オリンピックからわずか10年後に、ボートの事故によって死去した。なお、オリンピック後の一時期にカルナナンダと文通していた千葉県船橋市に住む男性が2010年10月にスリランカを訪問し、彼の遺族とスリランカのオリンピック委員会に映像などのゆかりの品を渡している。